# Gu Kailai
Gu Kailai, även känd som Bogu Kailai eller Horus L. Kai, född 15 november 1958 i Linyi, Shanxi, är en kinesisk jurist och affärskvinna. Hon är gift med den ledande kinesiske kommunistiske politikern Bo Xilai. 
Gu Kailai är den yngsta av general Gu Jingshengs döttrar. Gu Jingsheng var en kommunistisk revolutionär, men föll i onåd under Kulturrevolutionen. Hennes mor Fan Chengxiu härstammar från poeten Fan Zhongyan, som var statsminister under Songdynastin. Gu träffade sin make 1984 när han var partichef i Jinzhou i Liaoning-provinsen och de gifte sig 1986. Tillsammans har de sonen Bo Guagua.
Gu började sina studier i juridik vid Pekings universitet 1978 och tog även en examen i statsvetenskap. Hon startade sedermera en advokatfirma och blev känd i Kina som den förste kinesiska advokaten som vann ett civilmål i USA, då hon representerade en Dalian-baserad firma i Mobile, Alabama. 1998 gav hon ut en bok där hon berättade om sin erfarenhet av det amerikanska rättssystemet och jämförde det med det kinesiska.
Våren 2012 avsattes hennes man Bo Xilai från sin post som partichef i Chongqing och de kinesiska myndigheterna kungjorde att Gu Kailai var misstänkt för att ha mördat den brittiske affärsmannen Neil Heywood i november 2011 efter en konflikt om affärstransaktioner. Avsättningen av hennes man och mordanklagelserna mot Gu anses vara den allvarligaste krisen för det kinesiska ledarskapet på tjugo år. Den 9 augusti 2012 ställdes hon inför rätta i en domstol i provinsstaden Hefei och bestred ej anklagelsen om mord. Den 20 augusti tillkännagav domstolen att Gu dömts till döden med en prövotid på två år. Straffet omvandlades till livstids fängelse.